# Serranópolis do Iguaçu
Serranópolis do Iguaçu ist ein brasilianisches Munizip im Westen des Bundesstaats Paraná. Es hat 5.007 Einwohner (2022), die sich Serranopolitaner nennen. Seine Fläche beträgt 482 km². Es liegt 321 Meter über dem Meeresspiegel.

## Etymologie
Aus dem Zusammenschluss der beiden von Medianeira abgespaltenen Verwaltungsbezirke Flor da Serra und Jardinópolis und deren Vereinigung mit dem Nationalpark Iguaçu wurde der Name Serranopolis do Iguaçu gebildet.

## Geschichte

### Besiedlung
Zu Beginn der Kolonisierung bestand die Bevölkerung ausschließlich aus Gaúchos (Bewohner von Rio Grande do Sul) und Menschen aus Santa Catarina. Später kamen Zuwanderer aus dem Norden Paranás hinzu. Die Bevölkerung ist geprägt durch ihre vielfältige Herkunft meistenteils besteht sie jedoch aus Nachfahren von Italienern und Deutschen.

### Erhebung zum Munizip
Serranópolis do Iguaçu wurde per Staatsgesetz vom 7. Dezember 1995 aus Medianeira ausgegliedert und in den Rang eines Munizips erhoben. Es wurde am 1. Januar 1997 als Munizip installiert.

## Geografie

### Fläche und Lage
Serranópolis do Iguaçu liegt auf dem Terceiro Planalto Paranaense (der Dritten oder Guarapuava-Hochebene von Paraná). Seine Fläche beträgt 482 km². Es liegt auf einer Höhe von 321 Metern.

### Vegetation
Das Biom von Serranópolis do Iguaçu ist Mata Atlântica.

### Klima
Das Klima ist gemäßigt warm. Es werden hohe Niederschlagsmengen verzeichnet (2071 mm pro Jahr). Im Jahresdurchschnitt liegt die Temperatur bei 21,9 °C. Die Klimaklassifikation nach Köppen und Geiger lautet Cfa.

### Gewässer
Serranópolis do Iguaçu liegt im Einzugsgebiet des Iguaçu. Dieser bildet die südliche Grenze des Munizips. Die westliche Grenze folgt dem Verlauf des rechten Iguaçu-Nebenflusses Rio Represa Grande  und seines Zuflusses Rio Represinha. Die östliche Grenze folgt von Süd nach Nord dem rechten Iguaçu-Nebenfluss Rio Benjamin Constant und weiter dessen rechtem Zufluss Rio Silva Jardim und weiter dessen Zufluss Rio Dourado.

### Straßen
Serranópolis do Iguaçu ist über die PR-495 mit Medianeira verbunden. Diese führt als Estrada do Colono weiter durch den Nationalpark Iguaçu (aus Umweltschutzgründen seit 2001 geschlossen) bis zur Fähre über den Iguaçu.

### Nachbarmunizipien
|                      | Medianeira                                  | Matelândia |
| São Miguel do Iguaçu | Kompassrose, die auf Nachbargemeinden zeigt |            |
|                      | Comandante Andresito (Argentinien)          | Capanema   |

## Stadtverwaltung
Bürgermeister: Ivo Roberti, PDT (2021–2024)
Vizebürgermeister: Gilberto Marsaro, PDT (2021–2024)

## Demografie

### Bevölkerungsentwicklung
| Jahr | Einwohner | Stadt | Land |
| ---- | --------- | ----- | ---- |
| 2000 | 4.740     | 41 %  | 59 % |
| 2010 | 4.568     | 51 %  | 49 % |
| 2022 | 5.007     |       |      |

Quelle: IBGE, bis 2010: Volkszählungen und Volkszählung 2022

### Ethnische Zusammensetzung
| Gruppe * | 2000    | 2010    | wer sich als …                                                                   |
| --- | ------- | ------- | -------------------------------------------------------------------------------- |
| Weiße | 93,3 %  | 87,5 %  | weiß bezeichnet                                                                  |
| Schwarze | 0,5 %   | 0,4 %   | schwarz bezeichnet                                                               |
| Gelbe | 0,0 %   | 0,2 %   | von fernöstlicher Herkunft wie japanisch, chinesisch, koreanisch etc. bezeichnet |
| Braune | 6,1 %   | 11,9 %  | braun oder als Mischung aus mehreren Gruppen bezeichnet                          |
| Indigene | 0,1 %   | 0,0 %   | Ureinwohner oder Indio bezeichnet                                                |
| ohne Angabe | 0,0 %   | 0,0 %   |                                                                                  |
| Gesamt | 100,0 % | 100,0 % |                                                                                  |
| *) Das IBGE verwendet für Volkszählungen ausschließlich diese fünf Gruppen. Es verzichtet bewusst auf Erläuterungen. Die Zugehörigkeit wird vom Einwohner selbst festgelegt. |         |         |                                                                                  |

Quelle: IBGE (Stand: 1991, 2000 und 2010)

## Kultur und Sehenswürdigkeiten
Die südliche Hälfte des Munizipgebiets nimmt der Nationalpark Iguaçu ein, der sich entlang dem Nordufer des Iguaçu von Santa Tereza do Oeste bis nach Foz do Iguaçu erstreckt.

## Wirtschaft

### Landwirtschaft
Die wirtschaftliche Basis der Gemeinde ist geprägt von Landwirtschaft und Viehzucht, wobei die Landwirtschaft die Haupteinnahmequelle der Gemeinde darstellt.

### Kennzahlen
Mit einem Bruttoinlandsprodukt pro Einwohner von 46.480,15 R$, bei einem Kurs von 4,50 R$/€ also rund 10.300 €, lag Serranópolis do Iguaçu 2019 auf dem 44. Platz im obersten Viertel der 399 Munizipien Paranás.
Mit seinem Index der menschlichen Entwicklung von 0,762 (2010) lag es auf dem 16. Platz ebenfalls im obersten Viertel der paranaischen Munizipien.